# Luci Castrini Petus
Luci Castroni Petus (en llatí: Lucius Castronius Paetus), o bé Castrini, és un personatge esmentat en les lletres de Ciceró.
En una lletra de Marc Celi Rufus a Ciceró datada del 51 aC s'esmenta un personatge anomenat Luci Castrini Petus, que sembla que es pot identificar amb Luci Castroni Petus, personalitat de la ciutat de Luca i amic de Ciceró, esmentat en una altra lletra que Ciceró envia a Marc Juni Brutus el 46 aC.